# Enrique de Ossó i Cervelló
Enrique de Ossó i Cervelló (16 de outubro de 1840 - 27 de janeiro de 1896) foi um padre católico espanhol e fundador da Companhia de Santa Teresa de Jesus. Ele desempenhou o papel de pároco como educador e catequista competente e publicou várias obras sobre catequese para esse efeito, ao mesmo tempo que expressou um grande interesse pelo valor das mulheres e por Teresa de Ávila, a quem dedicou a sua congregação.

## Vida
Enrique de Ossó i Cervelló nasceu em 16 de outubro de 1840  como o último dos três filhos dos ricos agricultores Jaime de Ossó e Micaela Cervelló. Seu irmão era Jaime. O filho de seu irmão Jaime era Lluís de Ossó, que ajudou a fundar o FC Barcelona e foi um dos seus primeiros jogadores.
Seu pai era contra que ele fosse padre (enquanto sua mãe era a favor) e, em 1852, o enviou para se tornar aprendiz no ramo têxtil em Quinto; apesar desse contratempo, ele aprendeu o ofício com seu tio, que cuidou dele. Mas foi lá que ele adoeceu a ponto de sua Primeira Comunhão ser recebida como Viático, embora ele tenha conseguido se recuperar e retornado para casa, parando em um santuário mariano ao longo do caminho para agradecer pela restauração de sua saúde. 
Algum tempo depois da morte de sua mãe em 1854, durante um surto de cólera, ele fugiu para Montserrat para realizar seu sonho e tentou buscar refúgio lá, embora seu irmão Jamie o tenha levado para casa. Foi quando ele retornou que seu pai entendeu o desejo do filho e então cedeu aos desejos dele e concordou que ele se tornasse padre, iniciando assim seus estudos para o sacerdócio em 1854.  Estudou teologia em Barcelona, onde foi feito subdiácono e mais tarde estudou em Tortosa antes de ser ordenado sacerdote em 21 de setembro de 1867;  foi colega de classe de Emmanuel Domingo i Sol. O novo padre celebrou sua primeira missa em Montserrat em 6 de outubro de 1867 e começou a ensinar matemática para seminaristas em Tortosa. Os conflitos políticos, com ares liberais e anticatólicos, obrigaram-no a isolar-se com os seminaristas, tanto no palácio episcopal como em diversas casas. Desta forma, ele pôde continuar a treiná-los. 
Em 1873, ele fundou a Associação das Jovens Filhas Católicas de Maria e Santa Teresa de Jesus (que o Papa Pio IX elevou à categoria de confraria em 1875) e em 1876 fundou a Irmandade Josefina. Ele se tornou um catequista ativo e, para esse efeito, escreveu várias obras, incluindo uma para crianças. Ele era visto como um catequista brilhante; fundou e escreveu para a publicação conhecida como "O Homem". Em 1871 iniciou a publicação do semanário El amigo del pueblo ("O Amigo do Povo") que foi suprimido pelo governo no ano seguinte, mas foi imediatamente seguido pela revista mensal "The Teresian Review" (1872).  Ele permaneceu como diretor até sua morte. Ele fez questão de direcionar a maior parte de seus escritos para as mulheres.  Ele tinha um interesse particular no valor das mulheres e em Teresa de Ávila.
Em 23 de junho de 1876, com a ajuda de Teresa Blanch, Osso fundou a "Sociedade de Santa Teresa de Jesus" em Tarragona, uma ordem para educar mulheres. Recebeu o decreto de louvor do Papa Leão XIII em 22 de setembro de 1888 e a aprovação do governo espanhol em 1 de maio de 1883.  Durante sua vida, espalhou-se para Portugal, México e Uruguai.
Ele elogiou o lançamento da encíclica " Rerum Novarum " deste último papa em meados de 1881 por sua ênfase nos ensinamentos sociais católicos. Ele também estava particularmente preocupado com o renascimento dos conventos que haviam sido abolidos pelo governo espanhol, que antes era hostil à religião; assim, ele se tornou o fundador do convento das freiras carmelitas em Tortosa e um promotor especial do convento em Montserrat. 
Os seus últimos anos foram difíceis, marcados por contratempos, mal-entendidos com superiores e doenças.  O padre morreu de um derrame repentino enquanto trabalhava com seu amigo, Emmanuel Domingo i Sol, para desenvolver uma ordem josefina para homens em 27 de janeiro de 1896 no convento franciscano do Espírito Santo.   Seus restos mortais foram posteriormente - em julho de 1908 - transferidos para a capela de sua ordem em Tortona. Sua ordem agora está presente em lugares como França e Costa Rica e, em 2005, tinha 1.620 religiosos em um total de 220 casas. A aprovação papal completa da ordem veio do Papa Pio X em 18 de dezembro de 1903, enquanto o antecessor do papa aprovou as constituições da ordem e o Papa Paulo VI reconfirmou uma nova após ter sido alterada devido ao Concílio Vaticano II. 

## Santidade
Em 1923 tentou-se abrir a causa de canonização de Enrique de Ossó, mas devido a denúncias secretas a fase anterior foi interrompida em 1927, mas retomada em 1957.  A introdução formal à causa ocorreu em 15 de julho de 1965, sob o Papa Paulo VI, quando o falecido padre foi intitulado Servo de Deus.
A recém-formada Congregação para as Causas dos Santos validou esses processos em Roma em 21 de junho de 1969, enquanto seus consultores e funcionários se reuniram e aprovaram a causa em 2 de dezembro de 1975, antes que a CCS a aprovasse por conta própria em 27 de janeiro de 1976. Paulo VI aprovou que o padre vivesse uma vida de virtude heróica e o intitulou Venerável em 15 de maio de 1976.
O milagre que levou à sua beatificação foi o de Antonia Barrera Reig - de sua ordem - que foi curada de uma tuberculose grave que danificou seu estômago e intestinos em 15 de julho de 1923. O processo informativo durou de 1926 a 1927, enquanto o processo apostólico para o mesmo milagre durou de 1966 a 1967, recebendo validação formal da CCS em 21 de junho de 1969. Um conselho médico aprovou-o em 21 de setembro de 1977, assim como a CCS e seus consultores em 17 de outubro de 1978 e, depois, a próprio CCS em 30 de janeiro de 1979. O recém-eleito Papa João Paulo II aprovou-o em 10 de maio de 1979 e beatificou-o em 14 de outubro de 1979. 
O segundo e último milagre necessário para a santidade plena foi investigado e então validado em Roma em 18 de maio de 1990, em uma medida que permitiu que uma equipe de especialistas médicos o aprovasse em 26 de fevereiro de 1992 e que um conselho de teólogos o fizesse também em 30 de junho de 1992; a CCS também fez isso em 1º de dezembro de 1992. João Paulo II aprovou-o em 21 de Dezembro de 1992 e canonizou o sacerdote em 16 de Junho de 1993, durante uma visita a Madrid na altura. 
João Paulo II também o proclamou padroeiro dos catequistas em 6 de novembro de 1998, em um decreto formal emitido pela Congregação para o Culto Divino e a Disciplina dos Sacramentos.